# Paweł Skwarczyński
Paweł Skwarczyński (ok. 1829, zm. 13 maja 1887 we Lwowie) – prawnik, poseł na galicyjski Sejm Krajowy
Doktor praw, adwokat we Lwowie. Członek i działacz Galicyjskiego Towarzystwa Gospodarskiego, członek jego Komitetu (18 czerwca 1875 - 10 czerwca 1877).
Poseł do Sejmu Krajowego Galicji III kadencji (1870–1876), wybrany w I kurii obwodu Stanisławów, z okręgu wyborczego Stanisławów.